# الجبهة الديمقراطية لجزر القمر
الجبهة الديمقراطية لجزر القمر (بالفرنسية: Front Démocratique des Comores)‏ كان حزبا سياسيا في جزر القمر.

## التاريخ
بدأ الحزب كمجموعة في المنفى، وكان يقوده في البداية مصطفى سعيد شيخ، الذي كان قد سُجن لتورطه في محاولة انقلاب في عام 1985. تمت دعوة الحزب للانضمام إلى حكومة محمد جوهر في عام 1990، وقام بحملة من أجل الدستور الجديد المقترح في استفتاء عام 1992.
واحتل الحزب المركز الثالث في التصويت الشعبي في الانتخابات البرلمانية في وقت لاحق من العام، لكنه فاز بمقعدين فقط. وخسر كلا المقعدين في الانتخابات المبكرة عام 1993.
كان الشيخ مرشح الحزب في الانتخابات الرئاسية لعام 2002، لكنه حل في المركز الأخير من بين تسعة مرشحين. وانضم الحزب لاحقًا إلى تحالف معسكر الجزر ذاتية الحكم قبل الانتخابات البرلمانية لعام 2004. وفاز التحالف بـ 12 مقعدًا من أصل 18 مقعدًا وجميع المقاعد التي تم انتخابها بشكل غير مباشر وعددها 15 مقعدًا.